# Örsjöarna
Örsjöarna är en sjö i Ulricehamns kommun i Västergötland och ingår i Viskans huvudavrinningsområde.